# Open Firmware
Az Open Firmware (más néven: OpenBIOS) a Sun Microsystems által kifejlesztett hardver-független firmware, illetve rendszerindítási mechanizmus, melyet az Institute of Electrical and Electronics Engineers (IEEE) 1994 és 2000 között szabványként ismert el IEEE 1275-1994 számon. A Sun mellett az Apple és az IBM alkalmazta termékeiben.

## Történet
Az Open Firmware fejlesztését Mitch Bradley, a Sun szoftverfejlesztője kezdte meg 1987-ben. A fejlesztés koordinációját előbb Bradley új cége, a FirmWorks, majd később az Open Firmware Working Group (OFWG) munkacsoport folytatta az ő vezetésével.
Az Institute of Electrical and Electronics Engineers nemzetközi szabványügyi szervezet (IEEE) C/MSC (mikroprocesszor szabványügyi) bizottsága 1994 márciusában IEEE 1275-1994 számon befogadta az Open Firmware szabványosítási dokumentációját. Az Amerikai Nemzeti Szabványügyi Intézet (ANSI) ugyanez év augusztusában fogadta el, majd a publikáció 1994. október 28-án történt meg. A szabványra az IEEE általános szabályai szerint legkésőbb 5-évente kellett volna újramegerősítést kérni, de az OFGW munkacsoport ezt a hosszadalmas eljárást nem kívánta végigvinni, így a szabvány előbb lejárt, majd 2000 május elején az IEEE hivatalosan is visszavonta.
A Sun a technológiát a SPARCstation, az Apple a PowerPC-alapú Macintosh modelljeiben, az IBM pedig a POWER-alapú szervereiben alkalmazta.

## Jellemzők
Az Open Firmware lehetővé teszi a számítógépes rendszer számára hardvereszközök, perifériák platformfüggetlen (gyártó-, buszrendszer-, utasításkészlet-, operációs rendszer független) eszközmeghajtóinak közvetlen betöltését, ezzel a kompatibilitás javítását. A folyamat még az operációs rendszer betöltése előtt zajlik le és hardver-azonosítást, gyorstesztelést és automatikus beállításokat (autoconfig) foglal magában.
Az Open Firmware ROM-ba égetve kerül beépítésre a rendszerbe és programozható felhasználói interfésszel rendelkezik, mely parancssoros felhasználói felületen (CLI) keresztül érhető el és Forth utasításláncok kiadását teszi lehetővé. Az ANS-FORTH szabványnak megfelelő Forth kódban megírt programkód utasításkészlet-független bájtkóddá (FCode) fordítható. Egy PCI vezérlőkártya szintén tartalmazhat, előre FCode-ba fordított programot, melyet az Open Firmware futtatni képes. Az FCode mérete kompakt (egy driver csak pár kilobájt, így több ugyanolyan I/O kártya kezelése is könnyen lehetséges.
Az eszköz-struktúra ás -beállítások szabványos formája az "eszköz-fa" (device tree), mely magában foglalja a rendszerhez csatlakoztatott összes hardvereszközt, illetve azok tulajdonságait (property list). A rendszer így kevésbé támaszkodik a felhasználó általi beállításokra és másodlagos eszközök, mint például I2C buszon kommunikáló alaplapi hőérzékelők, detektálását is megbízhatóan végrehajtja,:§5.1 szemben más rendszerekkel, ahol csak szoftveres vakpróbával lehet eredményt érni, mely más rendszerelemek hibás működésének vagy akár sérülésének kockázatát hordozza bizonyos körülmények között.:§5.2
Az Open Firmware különösen alkalmas hardverdiagnosztikára, legyen szó akár teljesen új hardver teszteléséről. Meghajtóprogram írását és interaktív tesztelését is lehetővé teszi. Az Apple és a Sun is szállított számítógépmodelljeihez FCode-alapú diagnosztikai eszközöket, utóbbi OpenBoot Diagnostics (OBDiag) néven, melyet az ügyfélszolgálat és a gyári fejlesztők is használtak.

## Alkalmazások
Az Open Firmware több kereskedelmi megvalósítása is ismert, így a Sun OpenBoot, a Firmworks, illetve a Genesi OpenFirmware, a CodeGen SmartFirmware vagy az IBM-től a Slimline Open Firmware. A forráskód ma már szabadon elérhető az OpenBIOS projekt keretében.

## Fogadtatás
Jerry Gipper, a Motorola Computer Group akkori marketing igazgatója a következőket nyilatkozta az Open Firmware-ről: "A FirmWorks az iparág bajnoka és az Open Firmware vezető szolgáltatója; ők fejlesztették ki a technológiát, ők vezetik az IEEE 1275 szabvány fejlesztését, technológiájuk pedig bizonyított a piacon."